# Látó-nívódíj
Látó-nívódíj: a Lakitelki Alapítvány támogatásával létesült irodalmi elismerés. A erdélyi Látó című szépirodalmi folyóirat ítéli oda az előző évben a lapban publikált írók legjobbjainak.  Több kategóriája van – debüt, esszé, próza, vers, dráma –, de nem minden évben kerül mindegyik kiosztásra. Eleinte csak Romániában élő szerző kaphatta meg, de 2004 óta ezt a kimondatlan szabályt eltörölték. Először 1992. január 25-én adták át a marosvásárhelyi Kultúrpalotában. 2010-ben a folyóirat 20. születésnapja alkalmából a Látó és a Bookart Kiadó közös gondozásában A hibátlanság vágya címmel válogatás jelent meg a díjazottak írásaiból.

## A díjazottak listája
1991
- Kisgyörgy Réka (próza)
- Lászlóffy Aladár (vers)
- Visky András (esszé)

1992
- Bogdán László
- Jánk Károly
- Jánosházy György
- Kányádi Sándor

1993
- Demény Péter
- Egyed Emese
- Ferenczes István
- Jakabffy Tamás

1994
- Kányádi Sándor
- Kelemen Hunor
- Salat Levente (esszé)
- Szakács István Péter

1995
- Kányádi Sándor
- László Noémi
- Mózes Attila
- Szilágyi Júlia

1996
- Lászlóffy Csaba
- Veress Dániel
- Visky András

1997
- Király László (vers)
- Láthatatlan Kollégium hallgatói
- Selyem Zsuzsa
- Tóth Mária

1998
- Balázs Imre József (debüt)
- Bogdán László
- Jánosházy György
- Sebestyén Mihály

1999
- Demény Péter
- Karácsonyi Zsolt
- Molnár Vilmos
- Szilágyi Júlia

2000
- Farkas Wellmann Éva
- Király Kinga Júlia (debüt)
- Király László (vers)
- Molnár Vilmos
- Selyem Zsuzsa (esszé)

2001
- Kinde Annamária
- Papp Sándor Zsigmond
- Vallasek Júlia
- Visky András

2003
- Hatházi András

2004
- Gulyás Miklós (próza)
- Sebestyén Mihály (próza)
- Simonffy József (vers)
- Vári Csaba (debüt)

2005
- Demény Péter
- Hajdú Farkas-Zoltán
- Molnár Vilmos
- Visky András

2006
- Burus János Botond (debüt)
- Szepesi Attila (vers)
- Térey János
- Vermesser Levente

2007
- Bálint Tamás (debüt)
- Fekete J. József (esszé)
- Lövétei Lázár László (vers)
- Zalán Tibor (dráma)

2008
- Király László (vers)
- Márton László (próza)
- Selyem Zsuzsa (esszé)
- Váradi Nagy Pál (debüt)

2009
- László Noémi (vers)
- Máté Angi (debüt)
- Romhányi Török Gábor (esszé)
- Varga Illés (próza)

2010
- Horváth Előd Benjámin (debüt)
- Kenéz Ferenc (vers)
- Márton Evelin (próza)
- Mihály Emőke (esszé)

2011
- Bodor Ádám (próza)
- Jánk Károly (vers)
- Székely Csaba (debüt)
- Visky András (esszé)

2012
- Balla Zsófia (vers)
- Kántor Lajos (esszé)
- Király Kinga Júlia (próza)
- Korpa Tamás (debüt)

2013
- André Ferenc (debüt)
- Dimény Lóránt
- Mihálycsa Erika (próza)
- Zoltán Gábor (esszé)

2014
- Benedek Szabolcs (próza)
- Fekete Vince (vers)
- Kincses Réka (dráma)
- Varga László Edgár (debüt)

2015
- Aczél Géza (vers)
- Murvai Béla (debüt)
- Szilágyi Júlia (próza)
- Tibori Szabó Zoltán (tanulmány)

2016
- Boros Kinga
- Áfra János
- Kányádi András
- Tamás Dénes

2017
- György Alida (debüt)
- Székely Örs (debüt)
- Szöllősi Mátyás (próza)
- Parti Nagy Lajos (líra)